# Rudolf Schäfke
Rudolf Schäfke (auch Rudolf Schaefke, * 17. Februar 1895 in Hildesheim; † 14. April 1945 in Bad Salzdetfurth) war ein deutscher Musikwissenschaftler und Musikpädagoge.

## Leben und Werk
Rudolf Schäfke studierte in Heidelberg, Leipzig, Berlin und Göttingen. In Göttingen promovierte er mit der Arbeit E. Hanslick und die Musikästhetik (Sammlung musikwissenschaftlicher Einzeldarstellungen I, Leipzig 1922).
Ab 1927 wirkte er in Berlin als Musikstudienrat. Daneben war er Mitglied des pädagogischen Prüfungsamtes.

## Werke von Rudolf Schäfke (Auswahl)
- Geschichte der Musikästhetik in Umrissen (Berlin 1934, 2. Aufl. 1964)
- Einleitung zu Aristeides Quintilianus: Von der Musik. (Berlin-Schöneberg 1937).
- Auseinandersetzung mit Rudolf Wagner über die Übersetzung und Kommentierung des Aristeides Quintillianus. In: Archiv für Musikforschung (AfMf) IV (1939) und V (1940).